# Rowlandius negreai
Rowlandius negreai är en spindeldjursart som först beskrevs av Dumitresco 1973.  Rowlandius negreai ingår i släktet Rowlandius och familjen Hubbardiidae. Inga underarter finns listade i Catalogue of Life.